# ウッド郡 (オハイオ州)
座標: 北緯41度21分 西経83度37分 / 北緯41.350度 西経83.617度
ウッド郡（英: Wood County）は、アメリカ合衆国オハイオ州にある郡である。人口は13万2248人（2020年）。郡庁所在地はボーリンググリーンである。
ウッド郡はトレド都市圏の一部である。

## 地理
アメリカ合衆国国勢調査局によると、この郡の総面積は1,607km2 (621mi2)である。
このうち1,599km2 (617mi2)が陸地、8km2 (3mi2)が水地域であり、総面積の0.52%を水地域が占めている。

### 隣接する郡
- ルーカス郡 (Lucas County) （北）
- オタワ郡 (Ottawa County) （北東）
- サンダスキー郡 (Sandusky County) （東）
- セネカ郡 (Seneca County) （南東）
- ハンコック郡 (Hancock County) （南）
- パットナム郡 (Putnam County) （南西角）
- ヘンリー郡 (Henry County) （西）

## 人口動態
2000年国勢調査で、この郡の人口は121,065人、45,172世帯、及び29,678家族が暮らしている。人口密度は76人/km2 (196人/mi2)である。30軒/km2 (77軒/mi2)の密度に47,468世帯の住宅が建っている。この郡の人種的な構成は白人94.83%、アフリカン・アメリカン1.27%、先住民0.23%、アジア1.03%、太平洋諸島系0.01%、その他の人種1.45%、及び混血1.18%、人口の3.33%はヒスパニックまたはラテン系である。
人口のうちが36.3%はドイツ系、9.9%はアメリカ系、8.2%はイングランド系、8.0%はアイルランド系5.8%ポーランド系移民の子孫である。
45,172世帯のうち、32.00%は18歳未満の子供と同居しており、53.90%は夫婦で一緒に生活をしている。8.50%は夫のいない女性が世帯主であり、34.30%は独身である。全世帯の25.80%は一人暮らしであり、9.10%が65歳以上である。平均世帯人数は2.51人であり、平均家族人数は3.04人である。
この郡の住民は23.70%が18歳未満の未成年、18歳以上24歳以下は17.20%、25歳以上44歳以下26.80%、45歳以上64歳以下が21.30%、65歳以上が11.00%である。
中央値年齢は33歳である。女性100人あたりに対しての男性の人数比は93.80人である。18歳以上の女性100人あたりに対しての男性の人数比は91.10人である。
この郡の一世帯ごとの平均的な収入は44,442ドルであり、家族ごとの平均的な収入は56,468ドルである。男性40,419ドルに対して女性は26,640ドルの平均的な収入である。一人当たりの収入は21,284ドルである。人口の約4.70%及び家族の9.60%は貧困線以下である。全人口のうち18歳未満の7.40%と65歳以上の5.80%は貧困線以下の生活を送っている。

## 行政
詳細はオハイオ郡政府を参照

## 自治体
市 
- ボーリンググリーン（郡庁所在地）
- フォストリア (Fostoria)
- ノースウッド (Northwood)
- ペリーズバーグ (Perrysburg)
- ロスフォード (Rossford)

 村 

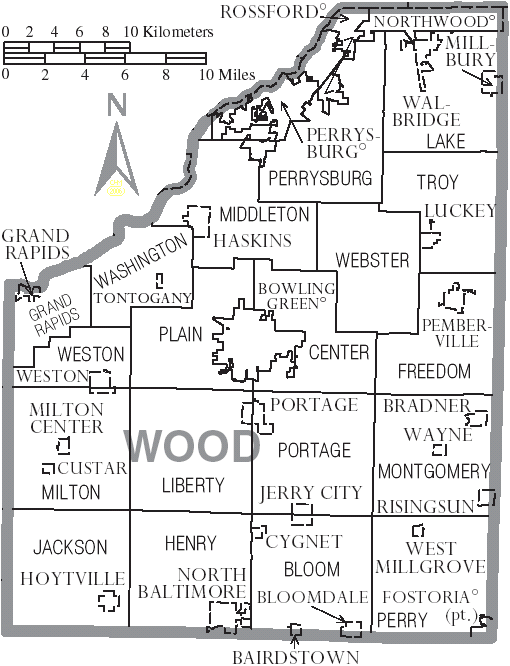
ウッド郡のコミュニティー及び郡区

| - ベアードスタウン (Bairdstown) - ブルームデール (Bloomdale) - ブラドナー (Bradner) - カスター (Custar) - シグニット (Cygnet) - グランドラピッズ (Grand Rapids) | - ハスキンス (Haskins) - ホイトヴィル (Hoytville) - ジェリーシティー (Jerry City) - ラッキー (Luckey) - Millbury | - ミルトンセンター (Milton Center) - ノースボルチモア (North Baltimore) - ペンバーヴィル (Pemberville) - ポーテージ (Portage) - ライジングサン (Risingsun) | - Tontogany - ウォルブリッジ (Walbridge) - ウェイン (Wayne) - ウェストミルグローヴ (West Millgrove) - ウェストン (Weston) |

 郡区(タウンシップ) 
| - ブルーム (Bloom) - センター (Center) - フリーダム (Freedom) - グランドラピッズ (Grand Rapids) - ヘンリー (Henry) | - ジャクソン (Jackson) - レイク (Lake) - リバティー (Liberty) - ミドルトン (Middleton) - ミルトン (Milton) | - モントゴメリー (Montgomery) - ペリー (Perry) - ペリーズバーグ (Perrysburg) - プレーン (Plain) - ポーテージ (Portage) | - トロイ (Troy) - ワシントン (Washington) - ウェブスター (Webster) - ウェストン (Webston) |

 他のコミュニティ 
| - ベイツ (Bates) - ベイズ (Bays) - ブレイク (Blake) - ブルームセンター (Bloom Center) - クリスティ (Christy) - クローバーデール (Cloverdale) - デンバー (Denver) - ディグビー (Digby) - ダウリング (Dowling) | - ダカット (Ducat) - ダンブリッジ (Dunbridge) - イーグルヴィル (Eagleville) - ファイブポインツ (Five Points) - ガラテア (Galatea) - Hammansburg - ハルプレーリー (Hull Prairie) - Latcha - ルモアーヌ (Lemoyne) | - シティ (Lime City) - Mermill - モーリン (Moline) - Mungen - ニューロチェスター (New Rochester) - Ostego - ペリーセンター (Perry Center) - Roachton - ルドルフ (Rudolph) | - スコッチリッジ (Scotch Ridge) - シックスポイント (Six Points) - スタンリー (Stanley) - ストニーリッジ (Stony Ridge) - シュガーリッジ (Sugar Ridge) - トロンブレイ (Trombley) - ウィングストン (Wingston) - ウッドサイド (Woodside) |